# راديو إستوديو شبكة 54
راديو إستوديو شبكة 54 (بالإنجليزية: Radio Studio 54 Network) هي إذاعة خاصة إيطالية تقع في مدينة لوكري، كالابريا، وهي تبث على موجة أف أم و تتخصص الإذاعة في بث الأغاني والأخبار.

## التاريخ
تأسس راديو إستوديو شبكة 54 في 6 يونيو 1985 من فكرة بيترو باريتا وفرانشيسكو مسرة مع انزو جطو، باسم راديو نادي دي جيه 54.
في عام 1991، كان أول راديو في كالابريا يستخدم نظام بيانات الراديو.
في عام 1994، كانت القضية الرقمية، ومنذ ذلك الحين جودة الإرسال لا يمكن أن تتطابق مع المعدات التناظرية. وهذه هي المرة الأولى في كالابريا الذي تحقق هذا، وأول مرة في إيطاليا أن هذه التكنولوجيا استخداما كاملا لهذا الغرض.
منذ عام 1995، وذلك بفضل الاستحواذ على أعمال الشركات المصدرة كالابريا أخرى، وترك حدود ساحل البحر الأيوني التاريخي للمحافظة ريجيو كالابريا، وتوسيع قاعدة عملائها في كالابريا ثم المناطق المجاورة.
في عام 1997 كان واحدا من أول أجهزة الراديو الإيطالية إجراء تجارب الإرسال، وخاصة فيما يتعلق بتكنولوجيا البث في ريال مدريد الصوت.
في عام 1998، غيرت اسمها «شبكة 54 ستوديو».
```
ي عام 2000، بناء أول استوديو المحمول ستارغيت تميزت بدايا سياسا تحريريا جديدا: البث الإذاعي من الساحا، والحشد
```

## البرنامج
- 54 News, information in real time, from 07:00 to 21:00, every hour on the dot
- Soundtracks - il cinema alla radio, at 08:40, 15:10, and 23:00
- Promodisco, at 12:40, 17:40, and 19:40
- Area 54 - All days, at 14:30 and 21:30
- Pezzi da 90, at 22:00
- Rock Italia, at 08:40, 09:45, 21:20, and 23:45.
- Italia in Prima Pagina, information and in-depth analysis, from 06:00 to 10:00
- Rock Collection, at 14:00 and 21:00.
- 54 Disco Hit, at 07:30, 13:00, 18:00, and 22:00
- Rock a Mezzanotte, after midnight
- Action Parade, at 09:45 and 22:20
- The Ultimate Ipod Collection, at 10:20 and 02:20
- Edizione Limitata, at 20:40 and 03:40
- Concerto Impossibile, at 03:20 and 20:40
- Emozioni, from 23:30
- Dejà vu, from 12:30
- Celebrity, at 10:10 and 21:30
- Storie, at 14:00 and 18:40
- Il Gatto e la Volpe Band Show, at 12:30, 14.30, 19.20

## ملائكة ستوديو 54

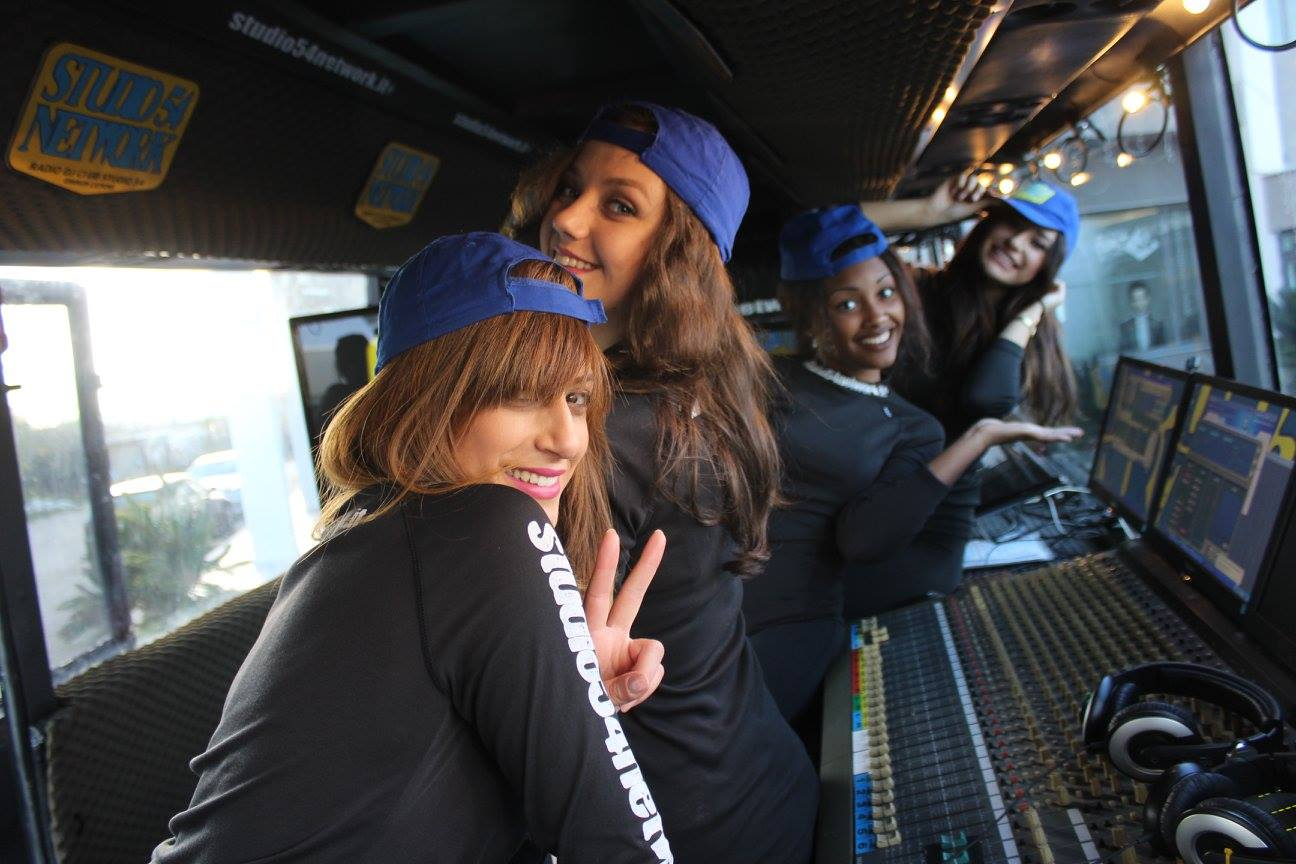

ملائكة ستوديو 54 هم فتيات شبكة Studio54 . وظيفتهم دعم جميع الأنشطة الخارجية إستوديو شبكة 54، وأصبح في عام 2010 فريق أنيماشن لأي حدث، وهم مجهزون بوحدات حتيي يمكنهم أن تصلوا بسرعة الأحداث .

## روابط خارجية
- الموقع الرسمي لراديو إستوديو شبكة 54 (بالإيطالية)